# David "Fathead" Newman
David "Fathead" Newman (24 de febrero de 1933 – 20 de enero de 2009) fue un músico de jazz estadounidense, saxofonista tenor y flautista. También tocó ocasionalmente el saxo soprano, el saxo alto y el saxo barítono.

## Biografía
Nacido en Corsicana, Texas, Newman comenzó tocando como músico profesional en una banda de Buster Smith, el mentor de Charlie Parker, con Ornette Coleman en otra banda liderada por Red Connors, y con músicos de R&B como Lowell Fulson y T-Bone Walker. En 1954 se unió a la banda de Ray Charles, aunque tocando el saxo barítono. Después de tocar junto a Charles durante doce años, estuvo otros diez años con Herbie Mann.
Su primer disco en solitario, Fathead, Ray Charles Presents David 'Fathead' Newman (1958) lo produjo Ray Charles, y el siguiente, The Sound of the Wide Open Spaces (1960), fue producido por Cannonball Adderley.
Grabó con Stanley Turrentine, Aretha Franklin, B. B. King, Average White Band, Jimmy McGriff, Eric Clapton, John Stein, Natalie Cole, Hank Crawford, Aaron Neville, Queen Latifah, Richard Tee, Dr. John, Roy Ayers y Cheryl Bentyne de The Manhattan Transfer.

## Discografía

### Como líder
- Fathead: Ray Charles Presents David 'Fathead' Newman (1960) Atlantic Records 1304
- The Sound of the Wide Open Spaces with James Clay (1960) Riverside Records 12-327
- Straight Ahead[3] (1961) Atlantic 1366
- Fathead Comes On[3] (1962) Atlantic 1399
- House of David (1967) Atlantic 1489
- Double Barrelled Soul with Jack McDuff (1968) Atlantic 1498
- Bigger and Better (1968) Atlantic 1505
- The Many Facets of David Newman with Clifford Jordan (1968) Atlantic 1524
- Captain Buckles[6] (1971) Cotillion Records 18002
- Lonely Avenue (1972) Atlantic 1600
- The Weapon (1972) Atlantic 1638
- Newmanism (1974) Atlantic 1662
- Mr. Fathead[7] (1976) Warner Bros. Records BS 2917
- Concrete Jungle (1977) Prestige Records 10104
- Keep the Dream Alive[5] (1977) Prestige 10106
- Front Money[7] (1977) Warner Bros. BS 2984
- Back To Basics (1977) Milestone Records 9188
- Scratch My Back[5] (1979) Prestige 10108
- Resurgence[8] (1980) Muse Records 5234
- Still Hard Times[8] (1982) Muse 5283
- Heads Up (1987) Atlantic 81725
- Fire! Live at the Village Vanguard (1990) Atlantic 81965
- Blue Head Live, with Clifford Jordan (1990) Candid Records 70941
- Blue Greens and Beans with Marchel Ivery and the Rein DeGraaff Trio (1990) Timeless 351
- Return to the Wide Open Spaces Live, with Ellis Marsalis, Cornell Dupree,... (1990) Amazing Records 1021
- Bluesiana Triangle (1990) Windham Hill Jazz WD-0125 – with Bluesiana Triangle
- Bluesiana II (1991) Windham Hill 10133 – with Bluesiana Triangle
- Mr. Gentle Mr. Cool (1994) Kokopelli Records
- Under a Woodstock Moon (1996) Kokopelli
- Chillin' (1999) HighNote Records 7036
- Keep the Spirits Singing (2001) HighNote 7057
- Davey Blue (2001) HighNote 7086
- The Gift (2003) HighNote 7104
- Song for the New Man (2004) HighNote 7120
- I Remember Brother Ray (2005) HighNote 7135
- Cityscape (2006) HighNote 7150
- Life (2007) HighNote 7166
- Diamondhead (2008) HighNote 7179
- The Blessing (2009) HighNote 7195

### Como "sideman"
Con Ray Charles
- The Great Ray Charles (1957)
- Yes Indeed! (1958)
- Ray Charles at Newport (1958)
- What'd I Say (1959)
- The Genius of Ray Charles (1959)
- Ray Charles in Person (1960)
- The Genius Hits the Road (1960)
- The Genius After Hours (1961)
- Sweet & Sour Tears (1964)
- Berlin, 1962

Con Lee Morgan
- Sonic Boom (1967)

Con Cornell Dupree
- Teasin' (1973)

Con BB King
- There Must Be a Better World Somewhere (1981)
- Let the Good Times Roll (1999)

Con Lonnie Smith
- Think! (1968)

Con John Stein
- Green Street (1999)

Con JW-Jones
- Kissing in 29 Days (2006)

AA.VV.
- The Atlantic Family Live at Montreux (1977)